# 雷克萨斯UX
凌志UX（Lexus UX）是一款由凌志製造的次紧凑级豪华跨界SUV（雷克萨斯中国标榜为豪华都市SUV）。
首发于2018年日内瓦车展，是雷车车系里面最小的SUV车款，更大的一级是NX。
该车是丰田TNGA架构-C平台的第一款车。 
名字「UX」代指「Urban Cross」（都市跨界车），开发时曾意图使用「Creative Urban Explorer」（创意都会探险者）。
雷克萨斯宣称UX的设计秉承「兼融创造（Cross-Create）」的设计理念，全新UX打造出兼融SUV车型的强大安全感和运动车型灵动操控的独特风格、凭借独特的车身比例，全新UX实现了低重心与安全感的和谐统一。
UX全系标配雷克萨斯安全系统2.0。

## 型号

### UX 200
UX 200使用2.0 L 丰田Dynamic Force引擎M20A-FKS型直列四缸汽油引擎配合Direct ShiftCVT无级变速。
UX200是本车系首款问世的车型，只有前驱版本。目前有标准版、C版、F SPORT版和L版4个等级。

### UX 250h/260h
UX 250h （在中国改称UX 260h）使用2.0 L 丰田Dynamic Force引擎M20A-FXS型直列四缸汽油电力混动引擎配合eCVT。
有前轮驱动和电动四驱版本可选。
和200版一样，有四种配置规格可选：标准版、C版、F SPORT版和L版。

### UX 300e
UX 300e是纯电版的UX，欧洲NEDC标准续航里程有400 km（249 mi），WLTP标准续航299 km（186 mi）。
这是雷克萨斯车系首款全电车型。电池组放置于地板下面使车辆重心极低且可以阻隔地盘噪音。电池和钢架形状贴合，减少了路面冲击、最大化了车厢空间。为了提高连接点的刚性，丰田工程师使用一个横梁来连接前侧构件，在转向齿轮箱上加一个支架，齿轮箱的两侧都固定在车身上。大截面的铝制保险杠加固件和雅马哈发动机的高性能减震器在经过特殊调校后放于车尾。新设计的加速俯仰控制用于抑制车辆在加速过程中的过度俯仰行为，而在减速过程中，两种类型的制动器（电机再生制动和液压制动）的制动力协调工作提供最佳制动力并回收能源。换挡拨片允许驾驶员从4个级别中选择减速程度，这与汽油车的发动机制动相同，同时还采用了主动声音控制（ASC）。
本车有2个充电口，左右各一。左侧为市电充电，右侧快速充电。充电盖采用推开设计，内置照明灯。空调是电动车专用系统，包括一个电热水器和内外空气的两层控制，与座椅加热器和电池冷却系统协调控制，以冷却驱动电池。在连接充电接头时，空调和音响系统等电器元件可由外部电源使用，电池配备了温度控制功能、防止过充电系统和多重监测安全网，以提高可靠性。

2020年的车型销量将限制在135辆，并在同年11月4日前在官方网站接受申请。

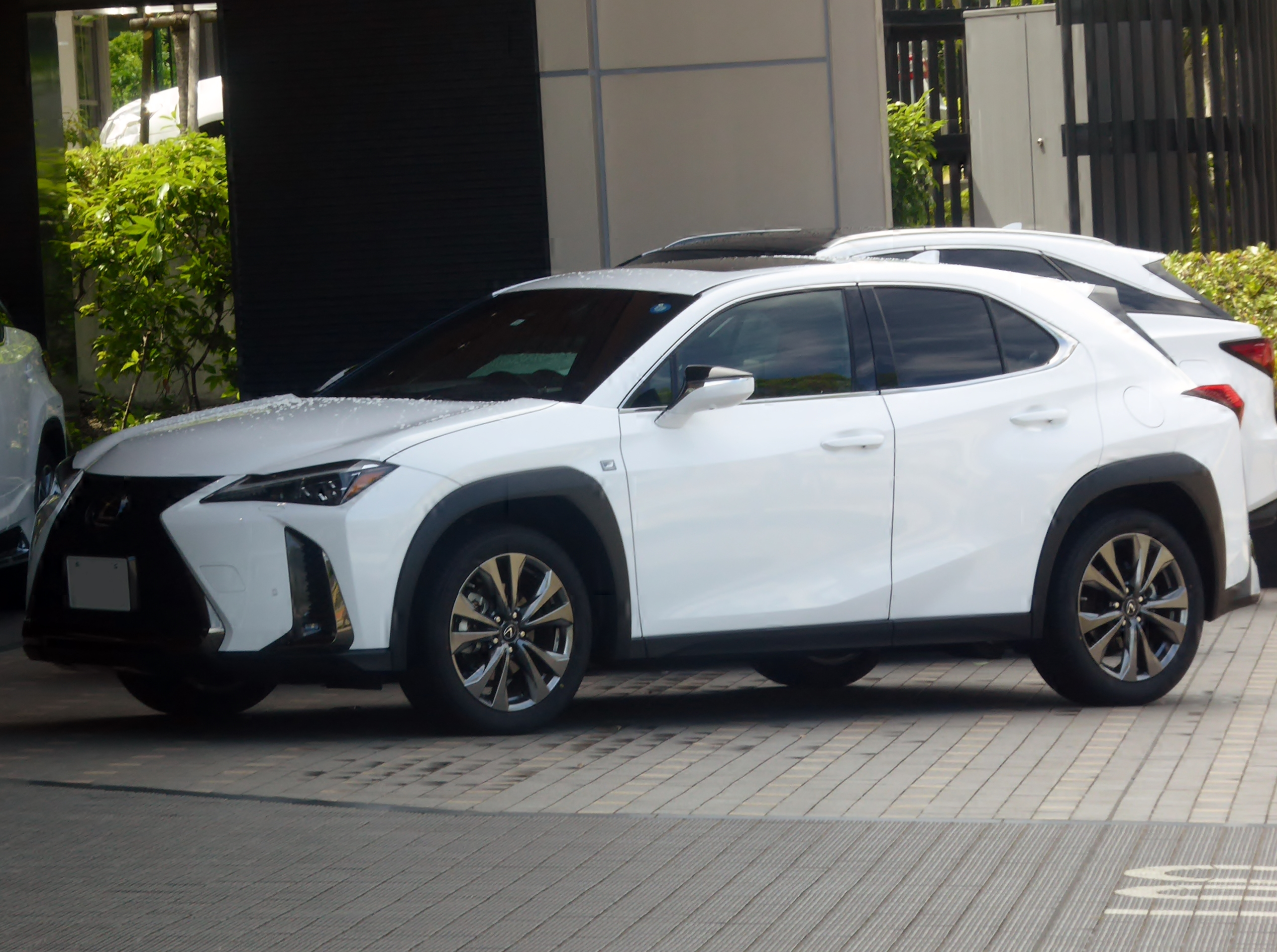
Lexus UX 200 F Sport (MZAA10, 日本)
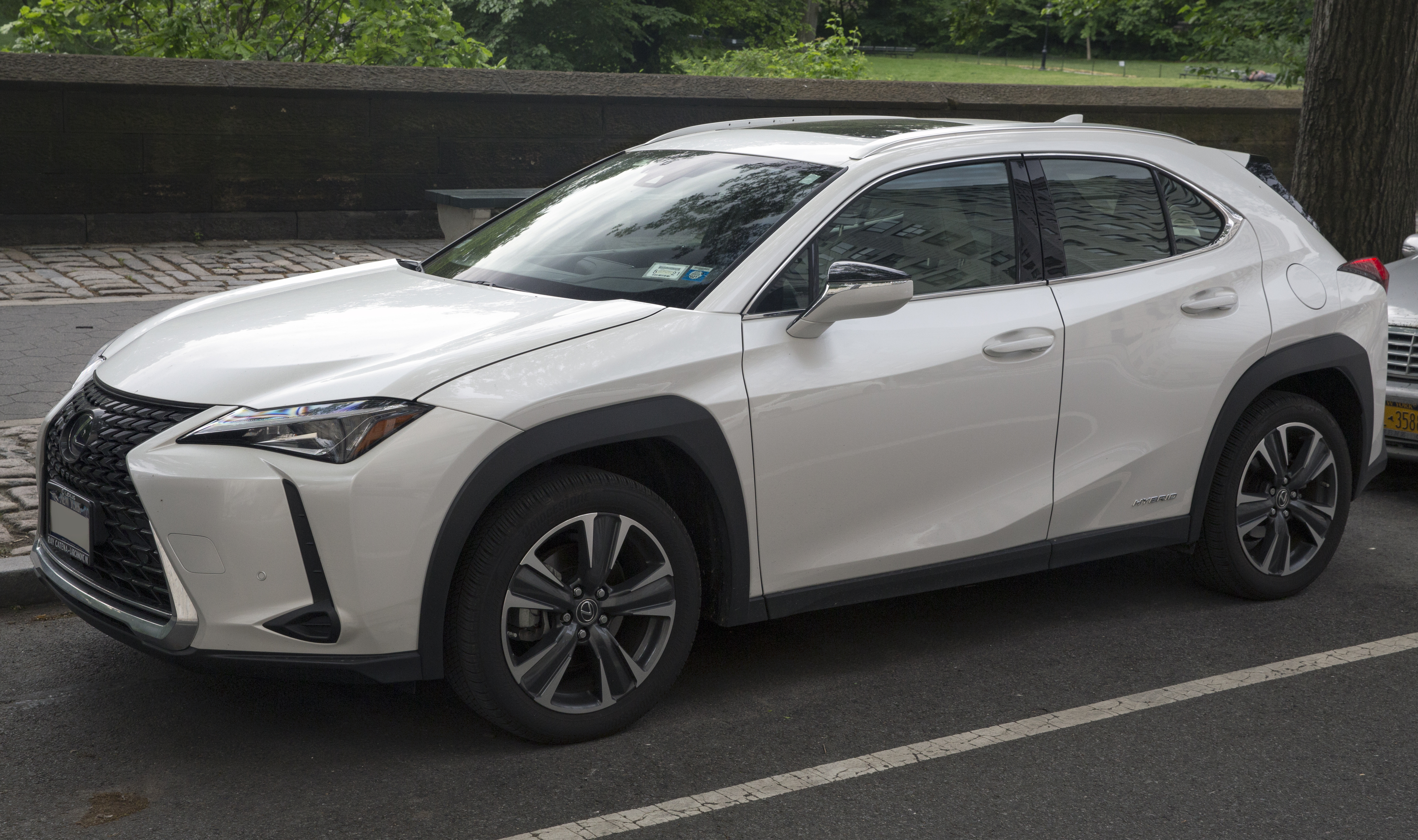
Lexus UX 250h (MZAH10, 美国)
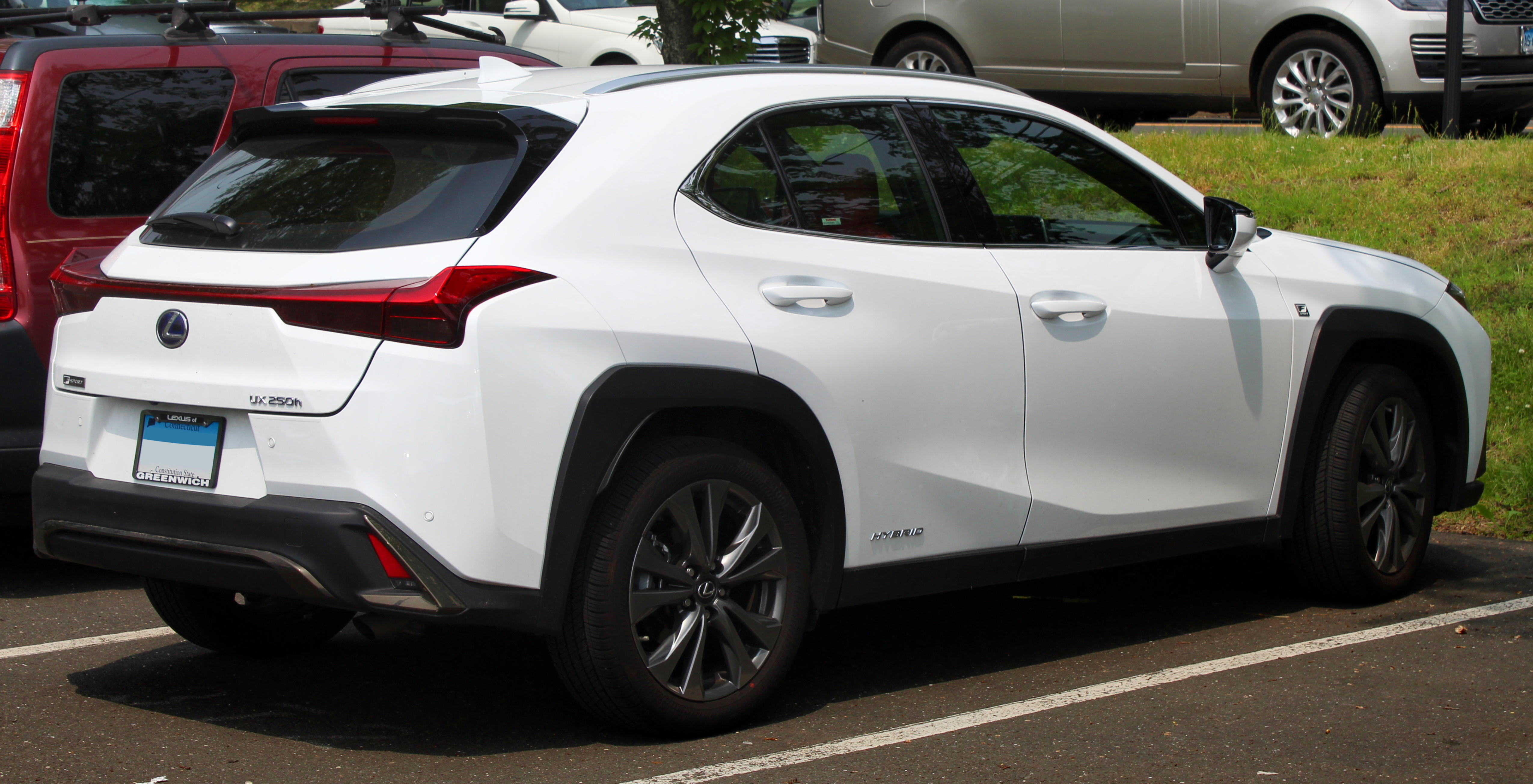
Lexus UX 250h (MZAH10, 美国)
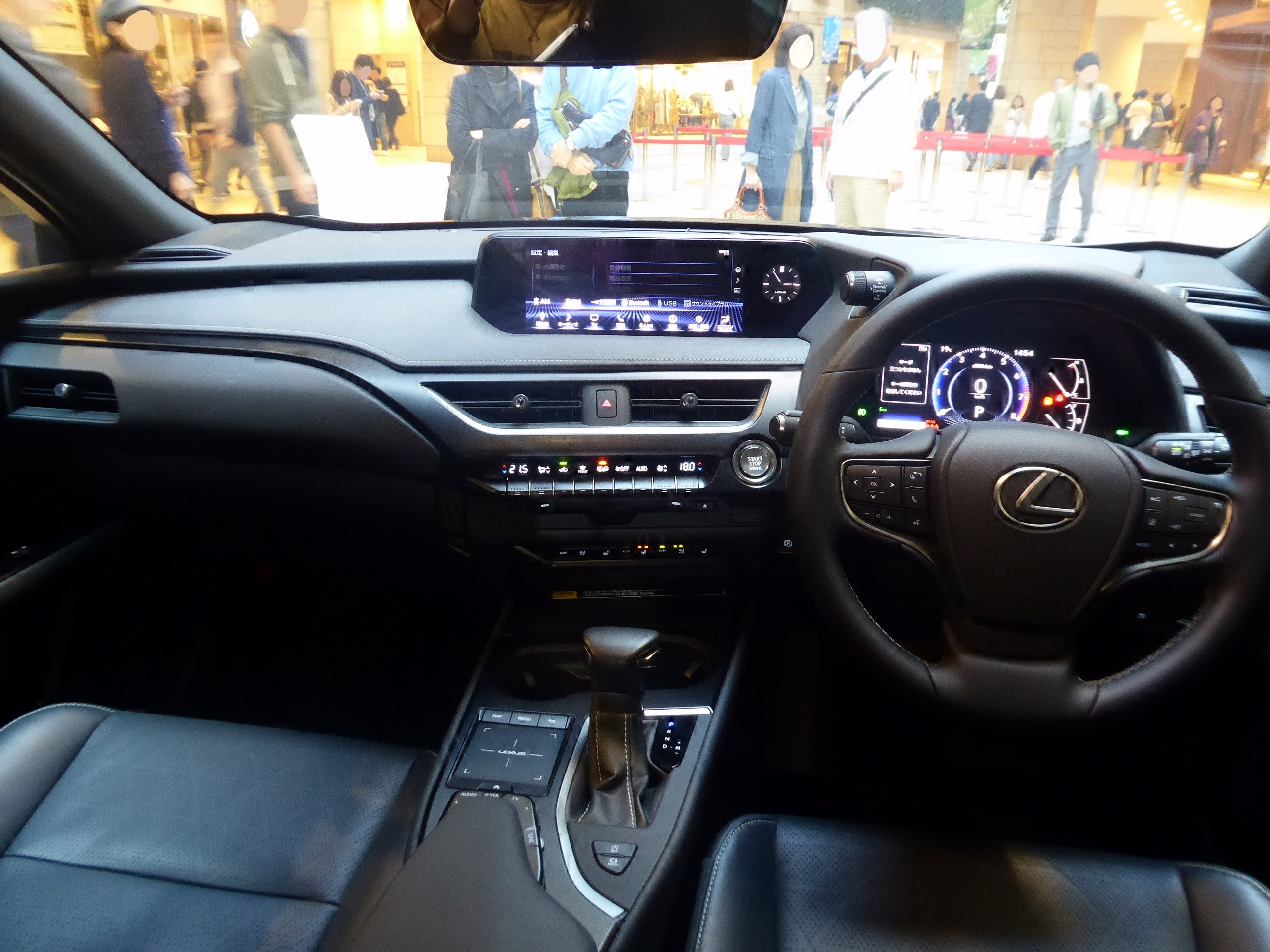
内饰
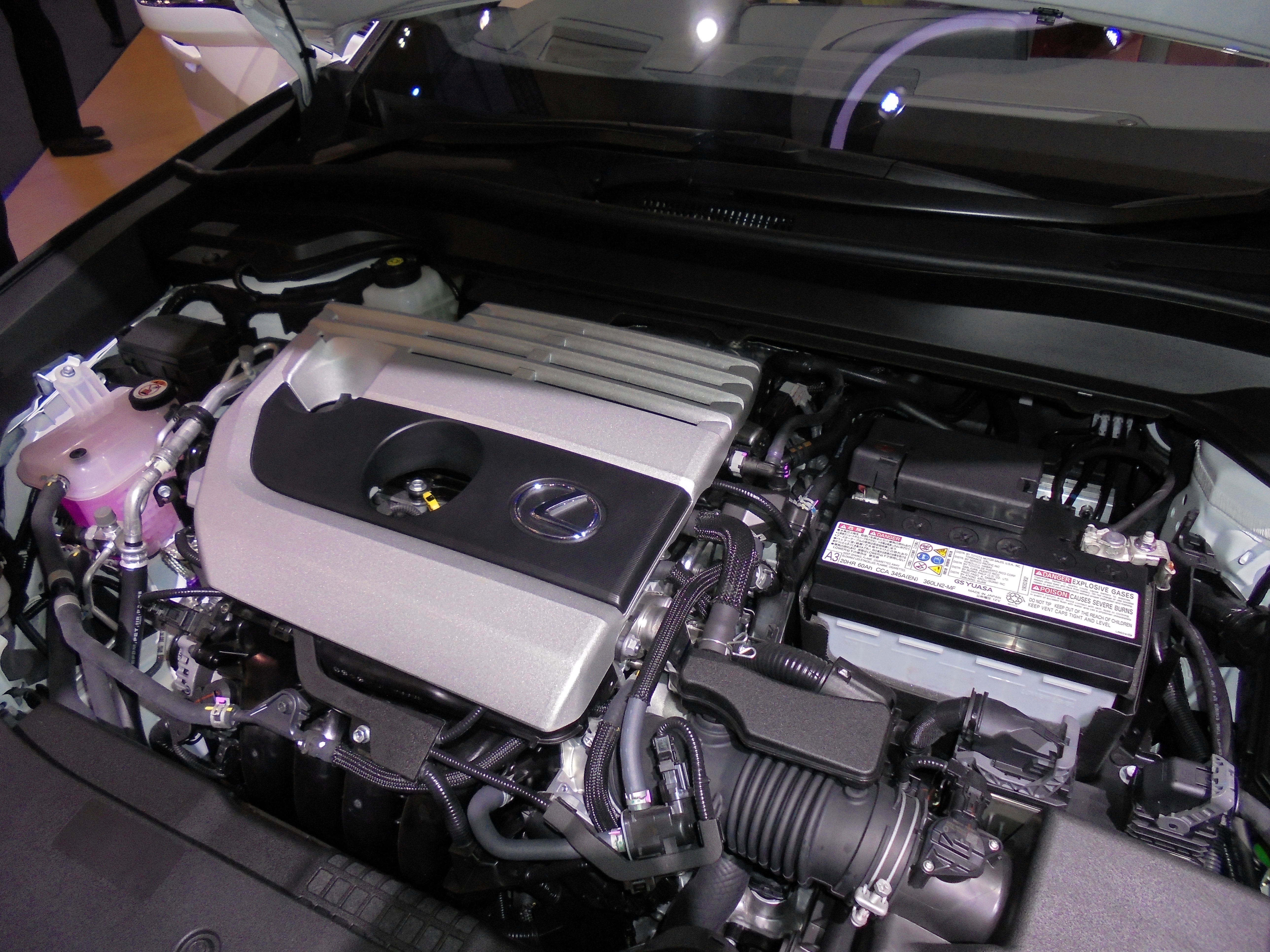
丰田M20A-FKS引擎，UX 200车型

## 生产
UX北美工厂在2018年Q4开始生产，同年12月开始发售（2019款）。

## 市场
UX是供应全球的车款、销往全球80多个国家。

### 北美

#### 美国
UX在2018年12月发售。

### 亚洲
UX在2018年8月印尼车展初亮相。

#### 东南亚
UX在2018年吉隆坡国际汽车展亮相，
之后登陆2019年新加坡汽车展。
在泰国，2019年3月发售。

#### 印度
印度2019年8月发售。

### 欧洲
2018年10月发售。

### 澳大利亚
澳大利亚在2019年Q1引入了UX。

## 销售
| 年份 | 美国市场销售额，括号内为混动 |
| ---- | ---------------------------- |
| 2018 | 453 (66)                     |
| 2019 | 16,725 (8,603)               |